# Ogloblinia pulchra
Ogloblinia pulchra is een hooiwagen uit de familie Gonyleptidae.